# Robertov put
Robertov put - industrijski kolosijek Bjelovar Mlin zapušten je i ukinut željeznički kolosijek u gradu Bjelovaru. 
Za vrijeme aktivnosti, kolosjek je spajao prugu Križevci - Bjelovar - Kloštar s bjelovarskim paromlinom za lakši uvoz žitarica putem vlaka.
Pruga je ukinuta 2009. godine te je s vremenom uklonjena. Danas najvidljiviji ostaci pruge su: nadvožnjak u Vukovarskoj ulici, željeznički koridor ispod nadvožnjaka te preostali dijelovi pruge ispod bjelovarskih silosa.
U planu je prenamjena Robertovog puta u gradsku šetnicu.